# Barleria violacea
Barleria violacea är en akantusväxtart som beskrevs av Hainz. Barleria violacea ingår i släktet Barleria och familjen akantusväxter. Inga underarter finns listade i Catalogue of Life.